# Kuanghszi-Csuang Autonóm Terület
Kuanghszi-Csuang Autonóm Terület (egyszerűsített kínai: 广西, pinjin: Guǎngxī), 1958 óta hivatalosan Kuanghszi Csuang Nemzetiségi Autonóm Terület (egyszerűsített kínai: 广西壮族自治区, pinjin: Guǎngxī Zhuàngzú Zìzhìqū, csuangul: Gvangjsih Bouxcuengh Swcigih) Kína egyik déli tartománya, annak Vietnámmal közös határa mellett.  Az itt élő csuangák 14 milliós lélekszámukkal Kína második legnagyobb nemzetiségének számítanak. Teljes lakossága 1995-ben 46 millió, 2004-ben 48 millió fő volt, területe 236 700 km², amelynek 85%-a hegyvidék. A fővárosa Nanning, további jelentős városai még Kujlin (Guilin), Vucsou (Wuzhou), Jülin (Yulin) és Pejhaj (Beihai). A tartomány elhelyezkedése miatt mindig a kínai civilizáció határterületének számított.

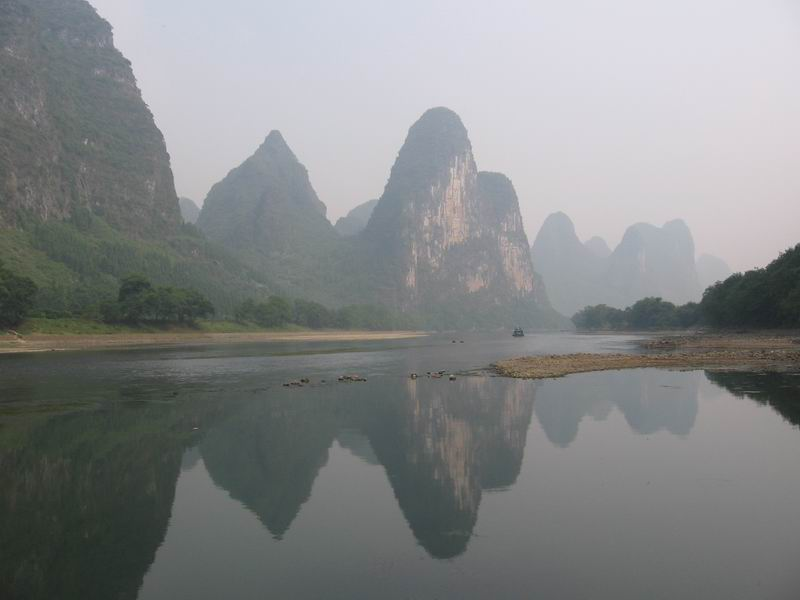
A Licsiang folyó az autonóm területen

## Történelem
I.e. 214-ben alapított itt államot egy kínai tábornok. Ez nem volt Kína része, hanem önálló állam volt i.e. 111-ig, amikor a kínai császári csapatok meghódították a vidéket. A császári hatalom azonban csak névleges volt, ténylegesen különféle törzsfők uralták a területet. Újra 1253-ban hódította meg a mongol Jüan (Yuan)-dinasztia. Rendes tartományt szerveztek itt. Nyugalmat azonban nem tudtak teremteni, folytatódtak a törzsi villongások egymás ellen. 1858-ban a tartományban – és Vietnám északi részén – vívták a II. ópiumháború harcait. A háború eldöntetlenül végződött, a Kuanghszi (Guangxi) tartományba betörő francia csapatokat visszaverték, de a tartományi hadseregnek a francia uralom alatt álló Vietnám elleni támadása is sikertelen maradt.
A Kínai Köztársaság kikiáltása után a tartományi hadurat úgy hívták, hogy Li Cung-zsen (Li Zongren). Hadserege csuanga harcosokból állt. Megakadályozták, hogy bárki más betörjön a tartományba, de csak rövid időre lehetett őket távoli vidékekre vezényelni. 1949-ig maradt hatalmon Li Cung-zsen (Li Zongren). Kezdetben a Kuomintang támogatója volt, majd szembefordult vele, de nem lett sohasem a kínai kommunisták szövetségese. A II. világháborúban a japánok elszigetelték a tartományt mind a Kuomintangtól, mind a kommunistáktól. 1944-ben a vasútvonalak ellenőrzését erővel átvették a japánok, de egyebekben a hatalom Li Cung-zsen (Li Zongren) kezében maradt egészen 1949-ig. Akkor nem vállalta a végső összecsapást a közelbe érkező kommunistákkal, és a Kínai Népköztársaság kikiáltása után két hónappal a tartomány betagolódott a Népköztársaságba.
A tartományt 1958-ban alakították át a csuanga nép nemzetiségi területévé. A lakosság többsége azonban akkor már régen han kínai volt.
A Teng Hsziao-ping (Deng Xiaoping) reformjai utáni gazdasági fellendülésből kezdetben kimaradt e vidék. Azonban legújabban erőteljes iparosítás indult meg és a mezőgazdaságban is megerősödött a piacra termelő szektor.

## Népesség
| 2010 | 46 026 629 |
| 2020 | 50 126 804 |